# Andrej Bělyj

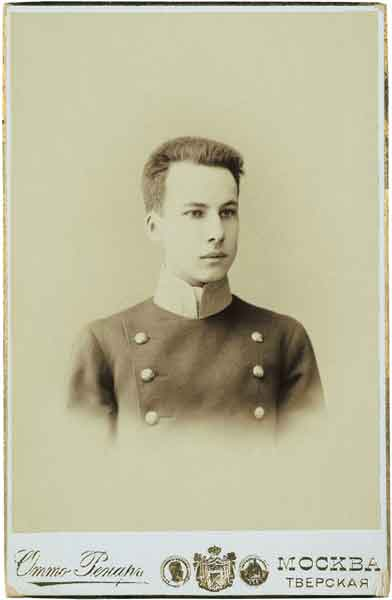
Andrej Bělyj (1899)

Andrej Bělyj (rusky Андрей Белый; vlastním jménem Boris Nikolajevič Bugajev / Борис Николаевич Бугаев; 14. záříjul./ 26. září 1880greg. Moskva – 8. ledna 1934 tamtéž) byl ruský spisovatel, básník, kritik, literární teoretik a myslitel, spolu s Alexandrem Blokem jeden z hlavních tvůrců druhého období ruského symbolismu. Jeho román Petrohrad je považován za jedno z nejvýznamnějších ruských literárních děl a bývá porovnáván s díly Proustovými či Joyceovými.

## Životopis
Bělyj pocházel ze vzdělané profesorské rodiny, jeho otec Nikolaj Bugajev byl významný ruský matematik. Studoval na Moskevské univerzitě nejprve přírodní vědy, později krátce filologii a filosofii. Intenzivně se zajímal o Kanta, Schopenhauera, Nietzsche, Ibsena a Dostojevského, stejně jako o východní filosofie. Roku 1903 navázal přátelství s Alexandrem Blokem, trvající do Blokovy smrti roku 1921; byl také nešťastně zamilován do jeho manželky Ljubov Dmitrijevny. Bělyj je rovněž předobrazem románu Valerije Brjusova Ohnivý anděl, v němž je v druhém plánu děje popsán na svou dobu skandální milostný trojúhelník mezi Brjusovem, Bělým a Brjusovovou snoubenkou, literátkou Ninou Petrovskou. Posléze žil Bělyj s pravnučkou Ivana Sergejeviče Turgeněva Asjou Turgeněvou a roku 1931, tři roky před smrtí, se oženil s Klaudií Nikolajevnou Vasiljevou.
Bělyj žil od roku 1910 na cestách; podnikl cestu na Blízký východ, žil v Berlíně, Mnichově, Paříži, Bruselu, Skandinávii a Itálii; mezi lety 1912–1916 byl žákem anthroposofa Rudolfa Steinera ve švýcarském Dornachu, kde se podílel na stavbě prvního Goetheanea.
Po sovětské revoluci patřil mezi literáty, kteří sice s jejími myšlenkami sympatizovali, ale z revolučních poměrů utíkali a své práce vydávali v ruských emigrantských centrech po Evropě.
Do Sovětského svazu se však v roce 1923 natrvalo vrací a až do své smrti se pokouší zapojit se do sovětské kultury v postupném popření vlastní individuality a tvůrčího naturelu.
Roku 1978 začal ruský samizdat udílet literární Cenu Andreje Bělého.

## Vybraná díla
- 4 básnické „symfonie“ z let 1902-1908 s podtituly Severní-hrdinská, Moskevská-dramatická, Návrat a Pohár metelic, znamenaly pro Bělého stupně abstrahování syžetu a syntaxe a definování vlastní prozodické techniky, kterou používal později i v nebásnických textech
- Stříbrný holub (1909) – román o rozhraní historických změn v Rusku a osudu intelektuála v nich. Zároveň román o pozici Ruska ve světě; chvílemi psaný ještě impresionistickou technikou líčení krajiny a stavů do nichž se hlavní hrdina noří, chvílemi zabíhající do fantastické literatury přesným popisem halucinačních vizí člověka propadlého pravoslavné sektě. Ruský venkov v předvečer revoluce.
- Kóťa Letajev (1914/22) – román reflektující Bělého rané dětství a spolu s ním i dětství každého lidského tvora. Spolu s Pokřtěným Číňanem nejextrémněji experimentální Bělého text na pomezí prózy a poezie. Bezpojmovost dětského světa je zachycována řetězci metafor a jevových klamů. Román byl navíc silně ovlivněn anthroposofickým učením. Tento text byl znám Jamesi Joycemu před vydáním Odyssea.
- Petrohrad (1912/1922; vyšel v několika redakcích, v poslední, berlínské, zkrácen téměř o třetinu) – román v symbolizovaném prostředí Petrohradu za nezdařené revoluce roku 1905
- Pokřtěný Číňan (1927), povídka navazující na Kóťu Letajeva, měla být druhou částí nedokončené trilogie Epopej
- třídílné Paměti (30. léta)
- nedokončený, v plánu čtyřdílný román Moskva, dokončeny byly první dva díly: Moskevský podivín a Moskva pod úderem (1926) a díl Masky (1932). Bělyj se zde pokoušel skloubit požadavky své výlučné prozaické techniky s požadavky a náměty stalinistické doby. Tento román bývá hodnocen jako umělecký neúspěch.
- Gogolovo mistrovství (1934) – teoretická práce o Gogolovi.[2]